# Processo alle vestali del 114-113 a.C.

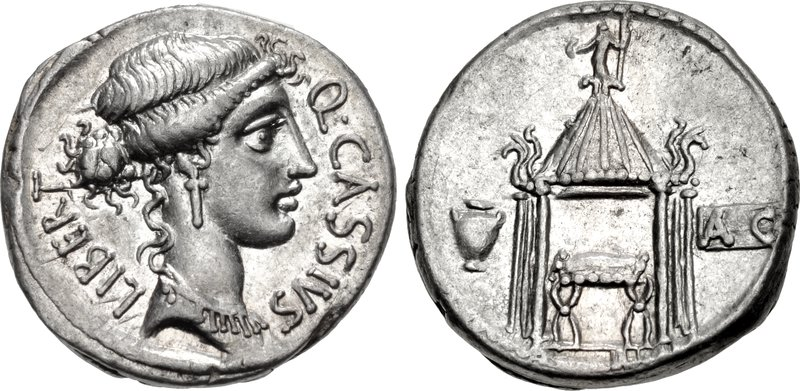
Denario di Quinto Cassio Longinodel 55 a.C. Sul dritto è rappresentata la Libertas; sul rovescio invece c'è una rappresentazione del processo: al centro il tempio di Vesta, alla sua sinistra un'urna per votazione, alla sua destra una tabella con su scritto A e C (ossia Absolvo e Condemno)

Il processo alle vestali del 114-113 a.C. fu una serie di atti giudiziario-religiosi avvenuti nella Roma repubblicana, sotto il pontificato di Lucio Cecilio Metello Dalmatico, che portarono alla condanna a morte delle vergini vestali Emilia, Licinia e Marcia per il loro presunto sacrilegio.
Il processo sconvolse la società romana tardo-repubblicana, soprattutto per le sue motivazioni politiche recondite e l'isteria di massa che ne conseguì, e in quest'occasione si consumò anche l'ultimo caso documentato di sacrificio umano della storia romana.

## Antefatti
Nel 114 a.C. la Repubblica romana, ormai in piena crisi, stava attraversando una situazione estremamente difficile e delicata: prima di tutto c'era preoccupazione per l'arrivo delle orde germaniche dei Cimbri e dei Teutoni da nord, che di lì a poco avrebbero scatenato le sanguinose guerre cimbriche; poi, sempre sul piano militare, era appena giunta notizia di una sconfitta contro gli Scordisci; infine, lo Stato romano era dilaniato dalle lotte interne conseguenti alla caduta dei Gracchi e alla strenua opposizione tra i partiti degli ottimati e dei popolari.
Nel 115 a.C. era stato eletto pontefice massimo Lucio Cecilio Metello Dalmatico, membro degli ottimati e oppositore del potente popolare Lucio Apuleio Saturnino, e ciò aveva portato le lotte politiche anche all'interno della religione romana.

## Il processo

### L'accusa
Durante i momenti difficili i Romani tendevano a cercare cause mistiche alle loro disgrazie, spesso accanendosi contro presunte empietà commesse dai sacerdoti, specialmente dalle vergini vestali, e già in passato si erano avuti numerosi episodi simili. Gli animi dei Romani, già molto tesi, s'infiammarono quando un fulmine uccise la vergine Elvia, figlia di un cavaliere, fatto che venne interpretato come un segno dell'ira divina.
Nel 114 a.C., appena un anno dopo l'accesso al pontificato di Dalmatico, vennero denunciate come ree tre vergini vestali (Emilia, Licinia e Marcia) che avevano commesso incestum, ovvero la perdita della verginità imposta dai doveri religiosi. A rendere nota la cosa era stato un loro schiavo, Manio, che dapprima le aveva aiutate a tenere nascoste le loro tresche, ma che poi, deluso per non aver ottenuto la libertà, le aveva denunciate alle autorità. Queste accuse risvegliarono in molti Romani il fervore religioso, e si cominciò a chiedere a gran voce che fossero presi provvedimenti.

### Il primo processo
L'accusa tuttavia era pretestuosa e viziata da fini politici, poiché il principale accusato di incestum oltre alle vestali era il cavaliere Lucio Veturio. L'intera storia pareva essere concepita per mettere in cattiva luce l'emergente ordine equestre, e il pontefice massimo Dalmatico, ben capendo la manovra, inizialmente tentò di opporsi alle pressioni della società romana perché punisse le colpevoli.
Tuttavia, non potendo tergiversare oltre, fu infine costretto a indire un processo contro le tre nel dicembre del 114 a.C., dove cercò di non risultare troppo severo: mentre Emilia venne ritenuta colpevole e condannata a morte, Licinia e Marcia furono invece assolte.

### Il secondo processo
Gli sforzi di Dalmatico si rivelarono tuttavia vani. Il caso aveva suscitato un tale clamore che l'assoluzione di due delle tre imputate fece infuriare vasti settori della società romana, e nel 113 a.C. il tribuno della plebe Peduceo presentò un disegno di legge che privava temporaneamente il pontefice massimo dei propri poteri, al fine di poter invalidare l'esito del primo processo e indirne un secondo per giudicare nuovamente le ree.
L'ormai impotente Dalmatico non poté fare più nulla per salvare le vestali, e venne istituito un secondo processo sotto la guida dell'ex console Lucio Cassio Longino Ravilla, noto per la sua inflessibilità. La condanna delle tre era quindi certa, e fu inutile la difesa del valente oratore Lucio Licinio Crasso (parente di Licinia): le vestali, giudicate tutte colpevoli, furono condannate a morte, venendo uccise poco dopo sepolte da vive, mentre Lucio Veturio e altri furono fustigati a morte.

## Conseguenze

### Altre condanne
I Romani però, ormai preda del fanatismo religioso, non si accontentarono delle condanne delle vestali e del cavaliere. In una vera e propria caccia alle streghe antesignana, Ravilla accusò e condannò molte altre persone più o meno implicate nell'affare, tra cui perfino il questore Marco Antonio Oratore (nonno del triumviro), che tuttavia riuscì a farsi assolvere grazie a un'accorata arringa.
Infine, data la gravità degli avvenimenti, i Romani effettuarono numerosi riti di purificazione nell'Urbe, tra i quali la fondazione di un nuovo tempio dedicato a Venere e il sacrificio umano di due Galli e due Greci, considerati nemici ancestrali di Roma e quindi perfetti per appagare l'ira divina, anch'essi sepolti vivi.

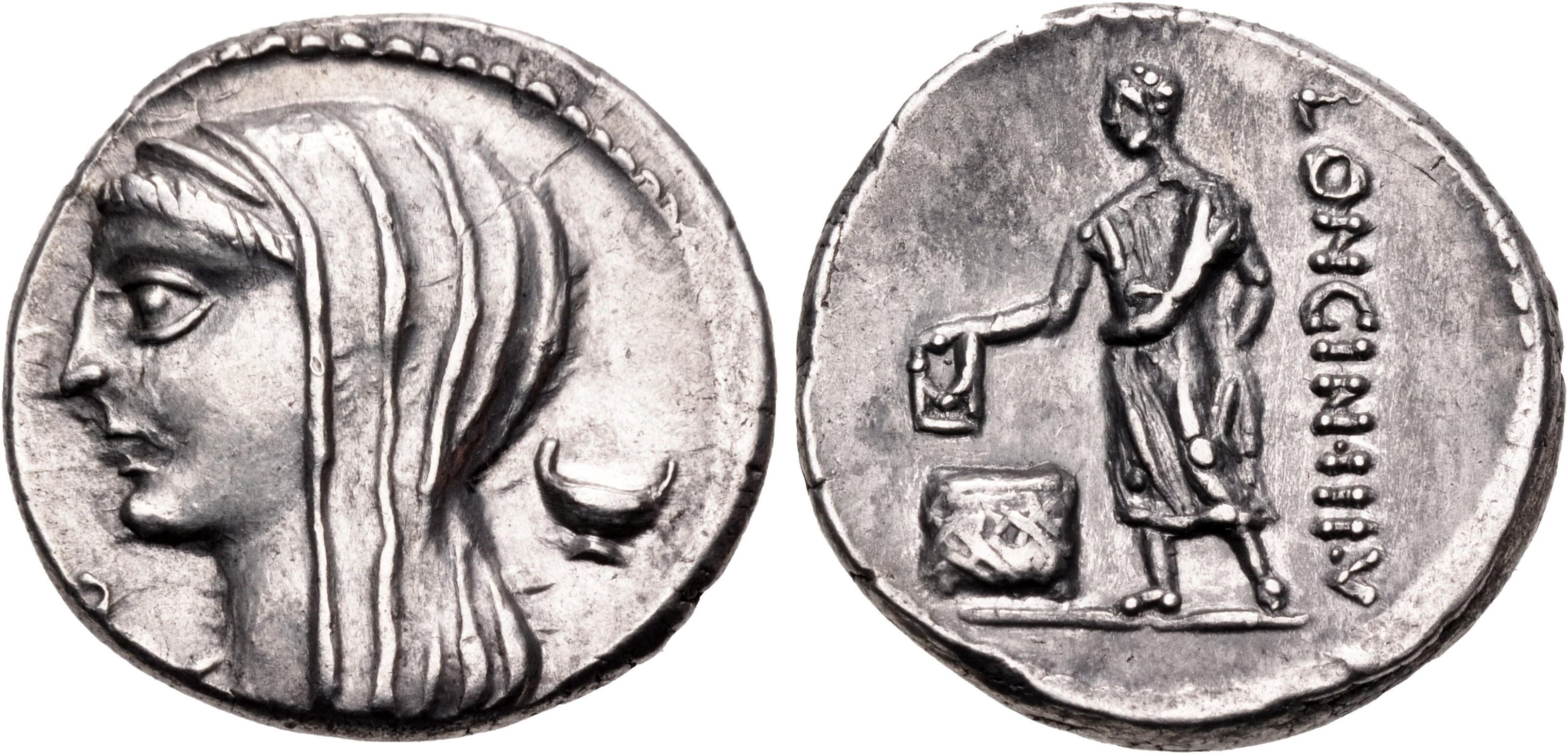
Denario romano del 63 a.C. dedicato alla dea Vesta (fronte) e con un ex voto alla stessa (retro)

### Dopo il processo
Il processo alle vestali fu talmente clamoroso e sentito che rimase per lungo tempo nella memoria collettiva romana.
Fu l'ultima istanza documentata di sacrifici umani a Roma. In realtà in molti già al tempo vedevano tale pratica come barbara e inumana, e nel 97 a.C. il Senato li rese infine illegali.
A lungo si conservò la memoria di questi avvenimenti, tanto che nel 63 a.C. l'allora triumvir monetalis Lucio Cassio Longino (fratello del cesaricida Cassio e parente di Ravilla) coniò monete in ricordo del processo.

### Autori antichi
- (LA) Ambrogio Teodosio Macrobio, I 10, 5-6, in Saturnalia.
- (LA) Cicerone, 122, 160, in Brutus.
- (LA) Giulio Ossequente, 37, in De Prodigiis.
- (LA) Paolo Orosio, V, 15-20, in Historiarum adversus paganos libri septem.
- (LA) Plutarco, 83, in Questioni romane.

### Autori moderni
- Augusto Fraschetti, La sepoltura delle Vestali e la Città, Roma, 1984.
- Massimo Gusso, I processi alle vestali accusate di violazioni dei loro doveri sacrali, 2003.
- (EN) William Smith, Dictionary of Greek and Roman Mythology, II, Londra, 1870.